# Herbert Heinze
Herbert Heinze (* 12. März 1925; † 29. Januar 2011) war Fußballspieler in Zwickau und Fußballtrainer in Stalinstadt/Eisenhüttenstadt. Mit der ZSG Horch Zwickau wurde er 1950 erster DDR-Fußballmeister.

## Sportkarriere
Heinze gehört zur Generation Fußballspieler, die nach dem Ende des Zweiten Weltkrieges in Zwickau und dem Vorort Planitz den Grundstein für jahrzehntelangen erfolgreichen Fußballsport in der westsächsischen Stadt legten. Er gehörte bereits 1945 der SG Zwickau-Mitte an und später der SG Planitz, die 1947 die Zwickauer Kreismeisterschaft gewann. Im Herbst 1947 gehörte er zum Kreis der so genannten „Zonenspringer“ um Heinz Satrapa, die für kurze Zeit bei Hannover 96 die Mannschaft bei Bedarf verstärkten. Nachdem er 1948 nicht zum Aufgebot der Planitzer Meisterschaft bei der 1. Ostzonenmeisterschaft gehörte, sorgte er am 6. September 1949 im dritten Qualifikationsspiel zur Teilnahme an der ersten Saison der Oberliga, gegründet vom Deutschen Sportausschuss, mit drei Toren für den entscheidenden 5:1-Sieg von Horch Zwickau über die SG Zeiss Jena. Inzwischen hatten sich auch die Planitzer der ZSG Horch Zwickau angeschlossen. Ebenfalls beteiligt war Heinze 1949 am 4:0-Endspielsieg gegen Konsum Chemnitz um den sächsischen Fußballpokal. In seiner ersten Oberligasaison 1949/50 bestritt Heinze alle 26 Punktspiele und erzielte zehn Tore.
Damit war er einer der Hauptbeteiligten am Meisterschaftsgewinn der Zwickauer. Im die Meisterschaft entscheidenden letzten Punktspiel bei der SG Dresden-Friedrichstadt war Heinze mit zwei Toren am 5:1-Sieg der Zwickauer beteiligt. In den Spielzeiten 1951/52 und 1952/53 wurde er mit 19 bzw. 13 Treffern erfolgreichster Torschütze seiner Mannschaft, nun als BSG Motor Zwickau auflaufend. Am 3. Juli 1954 stand Heinze mit Motor Zwickau als halbrechter Stürmer im Endspiel um den DDR-Fußballpokal. Der zweite große Erfolg nach der Meisterschaft von 1950 blieb er aber versagt, denn seine Mannschaft unterlag dem ASK Vorwärts Berlin mit 1:2. Im Herbst 1954 bekam Zwickau Zuwachs durch Spieler der BSG Empor Lauter, die sich geweigert hatten, mit ihrer Mannschaft den politisch verordneten Umzug nach Rostock mitzumachen. Dadurch verlor der 29-jährige Heinze seinen Stammplatz. Nach 130 Oberligaspielen mit 55 Toren beendete er noch im Jahr 1954 seine Laufbahn in Zwickau. In der Sachsenauswahl hatte er 5-mal mitgewirkt und zwei Tore erzielt.
Noch 1954 wurde Heinze zunächst Spielertrainer beim Neuling in der zweitklassigen DDR-Liga Stahl Stalinstadt. In der Übergangsrunde 1955, die der Umstellung auf den Kalenderjahr-Rhythmus im DDR-Fußball diente und nur mit 13 Spieltagen ausgetragen wurde, war er mit acht Treffern bester Torschütze seiner Mannschaft. Heinze war bei den Stahlwerkern, ab 1961 Stahl Eisenhüttenstadt bis 1962 als Trainer tätig, in den letzten beiden Jahren zusammen mit Heinz Pönert. Mehrfach zwischen der I. und der II. DDR-Liga pendelnd erreichte er 1957 mit dem 8. Platz in der I. DDR-Liga sein bestes Ergebnis. Nach weiteren Trainerstationen in Schwedt und Eberswalde nahm Heinz ein Pädagogik-Studium auf und arbeitete später als Oberlehrmeister.